# Кухарьово (Псковська область)
Кухарьово (рос. Кухарёво) — присілок в Невельському районі Псковської області Російської Федерації.
Населення становить 71 особу. Входить до складу муніципального утворення Івановська волость.

## Історія
Від 2015 року входить до складу муніципального утворення Івановська волость.

## Населення
| 2001 | 2002 | 2010 |
| ---- | ---- | ---- |
| 73   | ↗77  | ↘71  |